# Annemarie Heinrich (Malerin)
Annemarie Dorothee Elise Heinrich, geborene Annemarie Schultze (* 15. November 1888 in Erdeborn bei Eisleben; † 1. April 1984 in Bonndorf im Schwarzwald) war eine deutsche Blumen- und Stilllebenmalerin. Sie war die Frau des deutschen Malers und Museumsdirektors Erwin Heinrich.

## Leben
Annemarie Heinrich besuchte zunächst eine Handwerkerschule in Halle (Saale), bevor sie an der reformorientierten Debschitzschule (heute: Lehr- und Versuchs-Atelier für angewandte und freie Kunst) in München sowie bei der Kalligraphin Anna Simons studierte. 1913 heiratete sie den Maler Erwin Heinrich, einen Schüler von Hans Thoma. Von 1914 bis 1950 war sie in Donaueschingen künstlerisch tätig. Weitere Aufenthalte folgten in Blumberg auf der Reichenau und zuletzt in Bernau im Schwarzwald. Annemarie Heinrich hielt sich zeitweilig zu Studien in der Villa Massimo in Florenz auf.
Neben Stillleben wandte sich Annemarie Heinrich vorwiegend der Landschaftsmalerei zu. „Wie die Stillleben verstehen sich auch ihre Landschaften als mit dem Stift entworfene und umgrenzte Körper.“ Werke Heinrichs sind unter anderem im Augustinermuseum Freiburg, den Fürstlich Fürstenbergischen Sammlungen in Donaueschingen sowie in der Staatlichen Kunsthalle Karlsruhe nachgewiesen.